# Sint-Corneliuskerk (Heerlerheide)
De Sint-Corneliuskerk is een kerkgebouw in het stadsdeel Heerlerheide in de gemeente Heerlen in de Nederlandse provincie Limburg. Aan de westzijde van de kerk ligt het lager gelegen Corneliusplein. De kerk staat op een kerkheuvel en naast de kerk ligt de begraafplaats.
De kerk is gewijd aan Sint-Cornelius.

## Geschiedenis
In 1834 verzochten de inwoners van het dorp Heerlerheide bij de bisschop om een eigen parochiekerk omdat de afstand naar de Pancratiuskerk in Heerlen-centrum erg ver was. In 1839, na intensief lobbyen bij de bisschop van Luik waar Limburg toen onder viel, werd Heerlerheide uiteindelijk afgesplitst van de Pancratiusparochie. Uit dankbaarheid aan de toenmalige bisschop Cornelis van Bommel werd gekozen voor de Heilige Cornelius als patroonheilige van de nieuwe parochie.
In 1838-1839 werd er een eenbeukig neoclassicistisch kerkgebouw gebouwd naar het ontwerp van architect Lambert Jaminé. De kerk had een lengte van circa 24 meter en een breedte van circa 12 meter en een karakteristiek vierkant bakstenen torentje met een achtzijdige koepelbekroning in hout. De toren bereikte een hoogte van 19 meter. De eerste Corneliuskerk werd gewijd op 18 maart 1839. Nadat in mei 1839 een Corneliusbeeld werd gekocht en twee relieken werden verkregen, werd de kerk later dat jaar een bedevaartsoord.
Na 70 jaar begon dit kerkgebouw echter ernstige gebreken te vertonen en omdat het te klein was geworden voor het snel groeiende aantal parochianen als gevolg van de sterke bevolkingsgroei door de opkomende mijnindustrie werd het in september 1908, na het Corneliusoctaaf, gesloopt. Meteen werd begonnen met de bouw van de veel grotere huidige Corneliuskerk, een neoromaanse kerk naar het ontwerp van de architecten Joseph Cuypers en Jan Stuyt.
Bij het afscheid van pastoor Stassen in 1930 werd voor de kerk een Heilig Hartbeeld geplaatst. 
Op 14 juli 1999 werd de kerk aangewezen als rijksmonument.

## Opbouw tweede Corneliuskerk
De georiënteerde kruiskerk is opgetrokken in traditionalistische stijl met neoromaanse invloeden en bestaat uit dubbeltorenfront met tentdaken, een driebeukig schip met vijf traveeën in basilicale opstand, een transept en een koor met een travee en een halfronde apsis.
Het middenschip is van de zijbeuken gescheiden door middel van twee rondboogarcades. Het middenschip, viering en koor zijn geplaatst onder één zadeldak. De dwarsbeuken door een dwars liggend lager gelegen zadeldak en de zijbeuken worden gedekt door lessenaarsdaken. Aan weerszijden van het koor zijn er sacristieën gebouwd onder een eigen lager zadeldak.

## Lijst van pastoors van de Corneliusparochie
- 1839-1865 Henricus Dominicus Reijners (bouwpastoor)
- 1865-1886 Gerardus Henricus Alberts
- 1886-1886 Henricus Josephus Dautzenberg
- 1886-1894 Joannes Leonardus Hubertus Timmermans
- 1894-1912 Petrus Leonardus Felix Smidts
- 1912-1929 Joannes Hubertus Ludovicus Stassen
- 1929-1945 Adolf Ferdinand Hubert Derkx
- 1945-1965 Frans Hubert Joseph Kusters
- 1965-1967 Josephus Gerardus Hubertus Spronck
- 1967-1979 Maria Hubert Jozef Kerkhoffs
- 1979-1995 Pierre Joseph Marie Constant Clercx
- 1995-2013 Vincent McMahon, de eerste niet-Nederlandse pastoor (uit Ierland).

Parochiefederatie Heerlen Noord
- 2013-2019 Wim Miltenburg
- 2019-heden Johannes Janssen

Door het werk van montfortaan missionaris Hubert Kleykers heeft de Corneliusparochie een band met Padoko in Malawi, vanuit Heerlerheide werd de bouw van een waterput gefinancierd,  na een bezoek van pastoor Clercx kreeg de parochie als dank een altaartafel van tropisch hardhout.

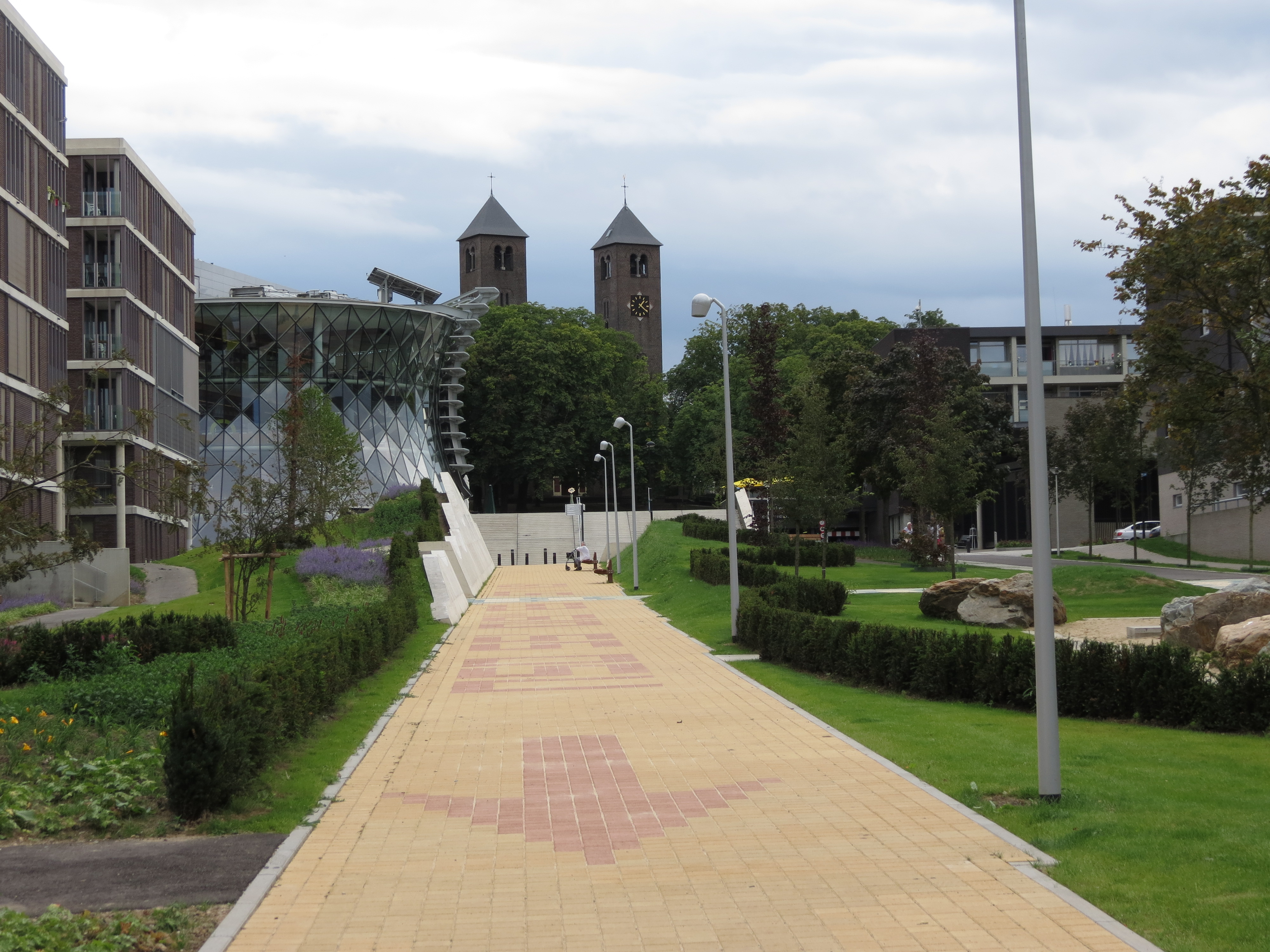
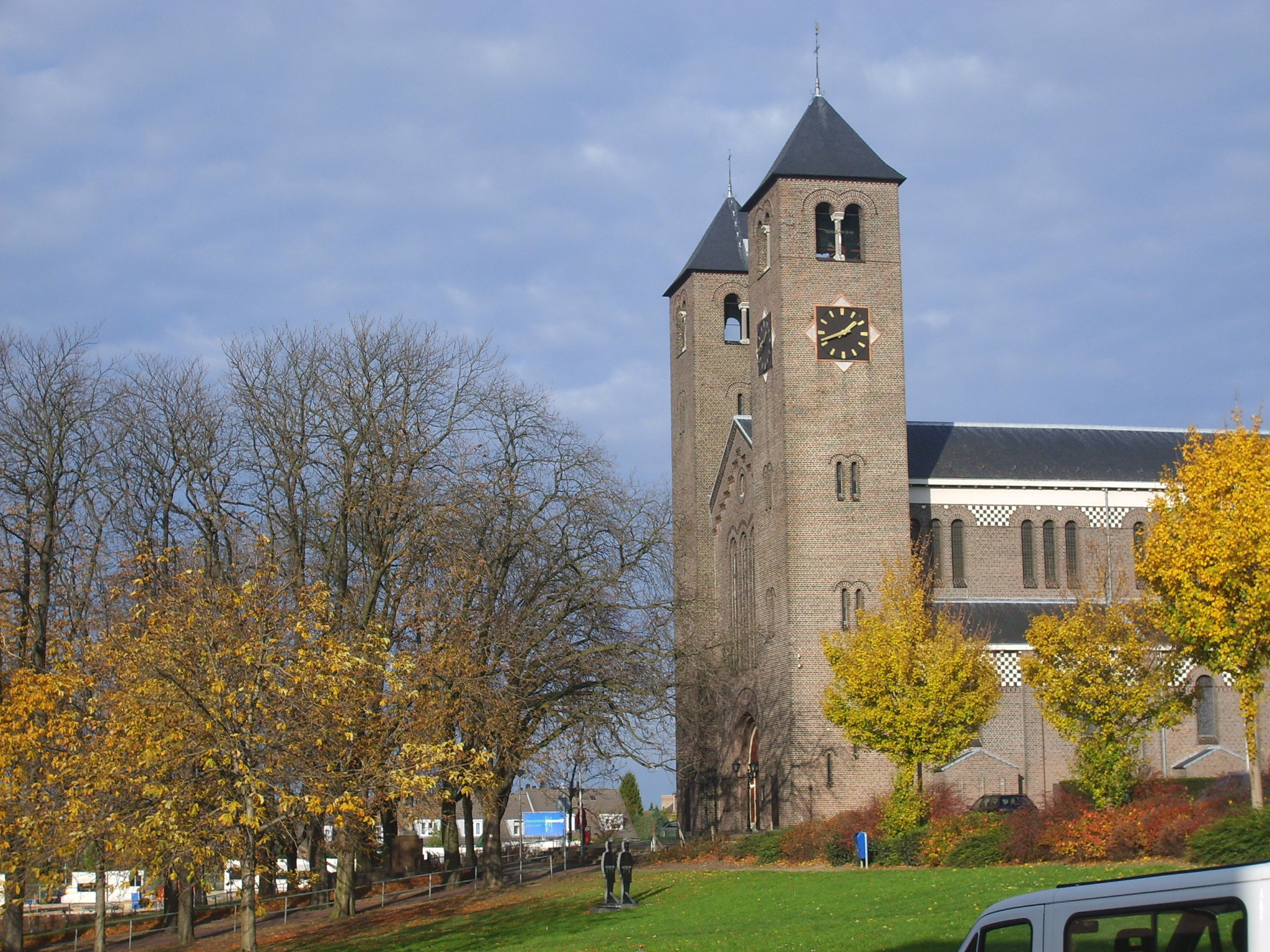
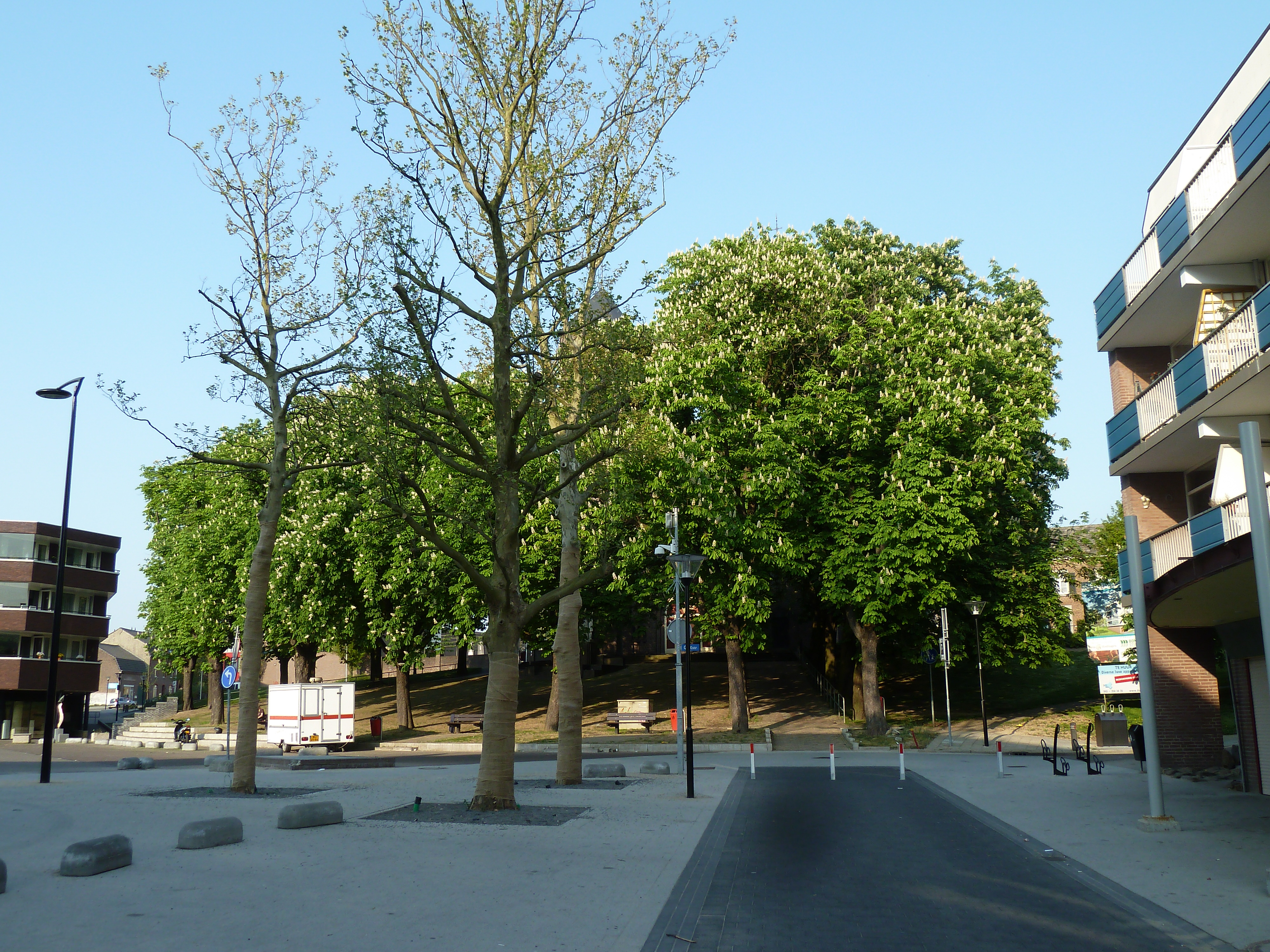
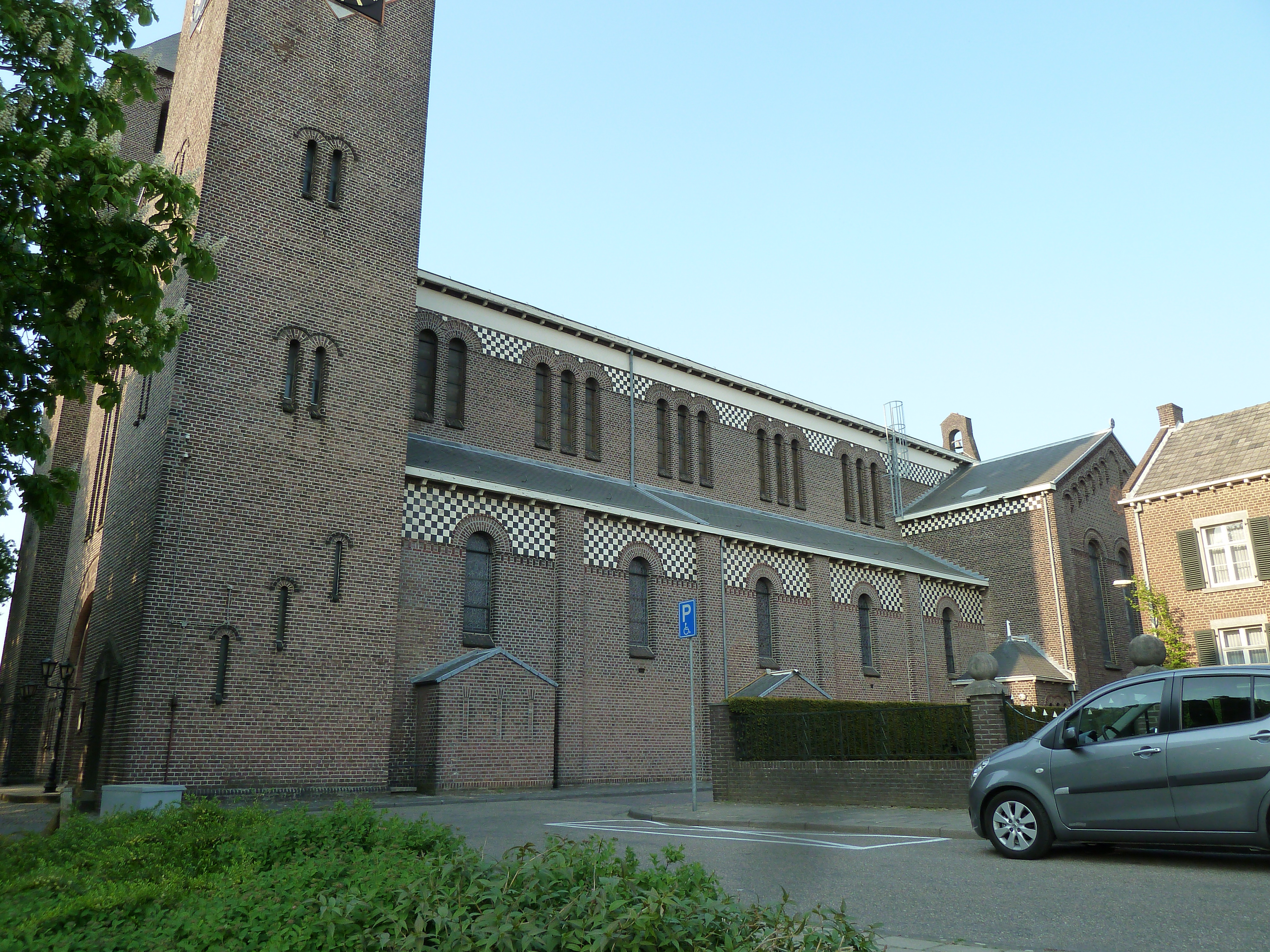
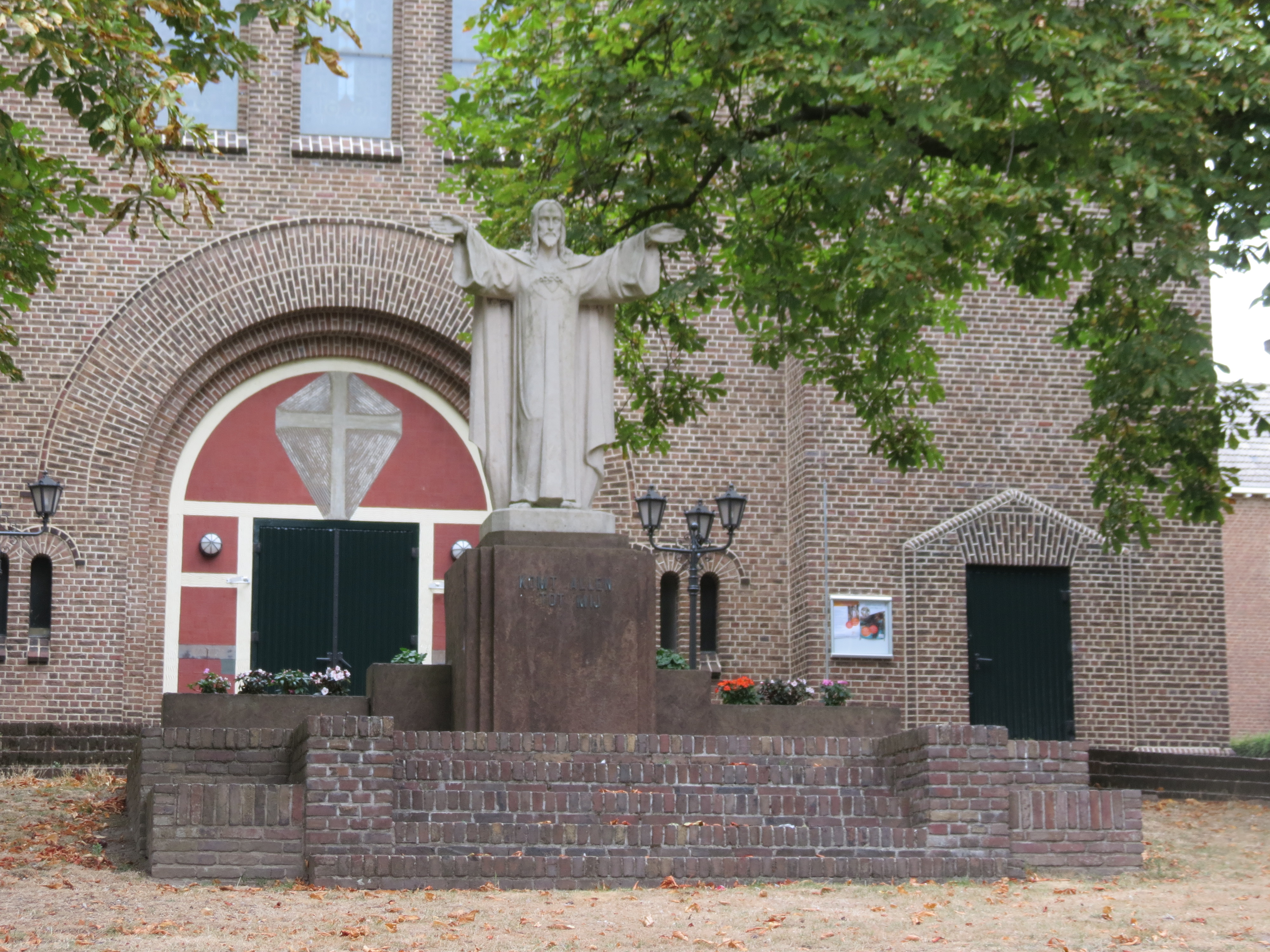